# Johann Friedrich Wagner (Bergbeamter)
Johann Friedrich Wagner († 8. April 1770 in Sangerhausen) war ein kursächsischer Bergbeamter und Kommunalpolitiker. Er war Bergvogt und Bürgermeister in der Amtsstadt Sangerhausen.

## Leben
Wagner wurde zum Bürgermeister von Sangerhausen gewählt. 1747 erklärte er in einer französischen Rede, wie nötig die Redekunst denen Juristen sei. Daraus kann geschlossen werden, dass er selbst eine juristische Ausbildung genommen hatte.
Nachdem der bisherige Bergvogt in Sangerhausen aus dem Dienst ausgeschieden war, wurde der Bürgermeister Johann Friedrich Wagner nach der Zustimmung der kurfürstlichen Oberbehörde in Dresden zusätzlich das Amt des Bergvogts übertragen. Dazu leistete er bei Anwesenheit des Zehntners in Thüringen im Gewerkschaftlichen Bergamt in Sangerhausen am 30. Juli 1750 gemeinsam mit dem Bergrichter Gottfried Gräfenhayn seinen Diensteid. Als Bergvogt war er für die Einhaltung des kurfürstlichen Bergregals in Sangerhausen und die Aufsicht über das Gewerkschaftliche Bergamt in Sangerhausen zuständig. Dieses Amt übte er zwanzig Jahre aus, in dieser Zeit hatte das Berg- und Hüttenwesen in Sangerhausen seine Blüte überschritten. Während des Siebenjährigen Krieges musste der Bergzehnt nicht mehr an den sächsischen Hof, sondern an die preußische Besatzungsmacht nach Torgau gezahlt werden.
Johann Friedrich Wagner starb nach einem Schlaganfall am Abend des 8. April 1770 in Sangerhausen als Bergvogt und Bürgermeister. Sein Amtsnachfolger als Bergvogt wurde August Christian Demelius.
Sein Sohn George Gottlieb Wagner wurde Syndikus in Sangerhausen. Am 26. Januar 1760 wurde er durch kursächsischem Befehl zusätzlich zum Bergrichter in Sangerhausen ernennt. Seine Verpflichtung erfolgte am 24. März 1760 auf der Kupferhütte vor Sangerhausen. Er starb am 26. März 1762, so dass sein Vater Johann Friedrich Wagner ihn um fünf Jahre überlebte.